# 錫維納爾
錫維納爾（西班牙語：Sibinal），是危地馬拉的城鎮，位於該國西南部，由聖馬科斯省負責管轄，面積176平方公里，海拔高度2,468米，2002年人口13,268，人口密度每平方公里75.39人。
15°08′N 92°03′W / 15.133°N 92.050°W